# Tuffi ai campionati mondiali di nuoto 2009
Le competizioni di tuffi ai Campionati mondiali di nuoto 2009 si sono svolte dal 17 al 25 luglio 2009. Tutti gli eventi sono stati disputati allo Stadio Olimpico del Nuoto di Roma.

## Calendario
| ● | Competizioni | ● | Finali |

| Luglio/Agosto |    |    |    |    |    |    |    |    |    |    |    |    |    |    |    |    |
| 17            | 18 | 19 | 20 | 21 | 22 | 23 | 24 | 25 | 26 | 27 | 28 | 29 | 30 | 31 | 01 | 02 |
| ●             | ●  | ●  | ●  | ●  | ●  | ●  | ●  | ●  |    |    |    |    |    |    |    |    |

## Podi

### Uomini
| Evento                     | Oro                    | Perform. | Argento                                 | Perform. | Bronzo                                    | Perform. |
| Tuffi individuali          |                        |          |                                         |          |                                           |          |
| Trampolino 1m (dettagli)   | Qin Kai                | 449.00   | Xinhua Zhang                            | 445.90   | Matthew Mitcham                           | 440.20   |
| Trampolino 3m (dettagli)   | He Chong               | 505.20   | Troy Dumais                             | 498.40   | Alexandre Despatie                        | 490.30   |
| Piattaforma 10m (dettagli) | Tom Daley              | 539.85   | Qiu Bo                                  | 532.20   | Zhou Lüxin                                | 530.55   |
| Tuffi sincronizzati        |                        |          |                                         |          |                                           |          |
| Trampolino 3m (dettagli)   | Cina Qin Kai Wang Feng | 467.94   | Stati Uniti Troy Dumais Kristian Ipsen  | 445.49   | Canada Alexandre Despatie Reuben Ross     | 428.64   |
| Piattaforma 10m (dettagli) | Cina Huo Liang Lin Yue | 482.58   | Stati Uniti David Boudia Thomas Finchum | 456.84   | Cuba José Antonio Guerra Jeinkler Aguirre | 456.60   |

### Donne
| Evento                     | Oro                         | Perform. | Argento                                         | Perform. | Bronzo                                        | Perform. |
| Tuffi individuali          |                             |          |                                                 |          |                                               |          |
| Trampolino 1m (dettagli)   | Julija Pachalina            | 325.05   | Wu Minxia                                       | 311.90   | Wang Han                                      | 303.95   |
| Trampolino 3m (dettagli)   | Guo Jingjing                | 388.20   | Émilie Heymans                                  | 346.45   | Tania Cagnotto                                | 341.25   |
| Piattaforma 10m (dettagli) | Paola Espinosa              | 428.25   | Chen Ruolin                                     | 417.60   | Li Kang                                       | 410.35   |
| Tuffi sincronizzati        |                             |          |                                                 |          |                                               |          |
| Trampolino 3m (dettagli)   | Cina Guo Jingjing Wu Minxia | 346.00   | Italia Tania Cagnotto Francesca Dallapé         | 329.70   | Russia Julija Pachalina Anastasia Pozdniakova | 310.80   |
| Piattaforma 10m (dettagli) | Cina Chen Ruolin Wang Xin   | 369.18   | Stati Uniti Haley Ishimatsu Mary Beth Dunnichay | 324.66   | Malaysia Pandelela Rinong Mun Yee Leong       | 321.66   |

## Medagliere
| Posizione | Paese         |    |    |    | Totale |
| --------- | ------------- | -- | -- | -- | ------ |
| 1         | Cina          | 7  | 4  | 3  | 14     |
| 2         | Russia        | 1  | 0  | 1  | 2      |
| 3         | Messico       | 1  | 0  | 0  | 1      |
| 3         | Gran Bretagna | 1  | 0  | 0  | 1      |
| 5         | Stati Uniti   | 0  | 4  | 0  | 4      |
| 6         | Canada        | 0  | 1  | 2  | 3      |
| 7         | Italia        | 0  | 1  | 1  | 2      |
| 8         | Australia     | 0  | 0  | 1  | 1      |
| 8         | Malaysia      | 0  | 0  | 1  | 1      |
| 8         | Cuba          | 0  | 0  | 1  | 1      |
| Totale    | Totale        | 10 | 10 | 10 | 30     |